# Úhorná
Úhorná (em alemão: Ahorn; em húngaro: Dénes) é um município da Eslováquia, situado no distrito de Gelnica, na região de Košice. Tem 8,83 km² de área e sua população em 2018 foi estimada em 132 habitantes.

## Demografia
| Ano:        | 1994 | 2004    | 2014   | 2024   |
| ----------- | ---- | ------- | ------ | ------ |
| Broj ljudi: | 199  | 150     | 146    | 143    |
| Razlika:    |      | -24,62% | -2,66% | -2,05% |

| Ano:               | 2023 | 2024   |
| ------------------ | ---- | ------ |
| Número de pessoas: | 141  | 143    |
| Diferença:         |      | +1,41% |